# Менселона (Мичиген)
Менселона (енгл. Mancelona) град је у америчкој савезној држави Мичиген.

## Демографија
По попису из 2010. године број становника је 1.390, што је 18 (-1,3%) становника мање него 2000. године.
| Група             | 2000.         | 2010.         |
| Белци             | 1.327 (94,2%) | 1.311 (94,3%) |
| Афроамериканци    | 5 (0,4%)      | 2 (0,1%)      |
| Азијати           | 1 (0,1%)      | 0 (0,0%)      |
| Хиспаноамериканци | 31 (2,2%)     | 13 (0,9%)     |
| Укупно            | 1.408         | 1.390         |